# Pradelles-en-Val
Pradelles-en-Val era una comuna francesa situada en el departamento de Aude, de la región de Occitania. Desde el 1 de enero de 2019 es una comuna delegada de Val-de-Dagne.
Los habitantes se llaman Pradellois y Pradelloises.

## Geografía
Se encuentra rodeada de colinas en la región de las Corbières, a 15 km al sureste de Carcasona.

## Historia
El 1 de enero de 2018 pasó a ser una comuna delegada de la comuna nueva de Val-de-Dagne al fusionarse con la comuna de Montlaur.

## Demografía
| 195 | 180 | 152 | 170 | 163 | 171 | 187 | 200 | 181 |
| Para los censos de 1962 a 1999 la población legal corresponde a la población sin duplicidades (Fuente: INSEE [Consultar]) |     |     |     |     |     |     |     |     |